# Филина
Филина (на гръцки: Φίλιννα, Φιλίνα, Φιλίνη) е гъркиня, съпруга на цар Филип II Македонски.
Произлиза вероятно от княжеската фамилия от Лариса в Тесалия,
Тя се омъжва за цар Филип II и е майка на Аридей, по-късния цар Филип III Аридей (* 359 г. пр. Хр.; † 25 декември 317 г. пр. Хр.), който е по-голям от Александър (* 356), но се родил с умствено увреждане и затова не бил подходящ за престолонаследник.
Друга Филина е майка на поета Tеокрит (Theocritus; 270 г. пр. Хр.) (Ep. 3).